# Gymnophryxe carthaginiensis
Gymnophryxe carthaginiensis là một loài ruồi trong họ Tachinidae.